# Jiří Tichý
Jiří Tichý (Jeneč, 28 de outubro de 1930 - Podivín, 26 de agosto 2016) foi um futebolista checo, que atuava como defensor.

## Carreira
Jiří Tichý fez parte do elenco da Seleção Tchecoslovaca que disputou a Copa do Mundo de 1962.

## Ligações Externas
- Perfil (em inglês)